# 约阿希姆·苏顿
约阿希姆·苏顿（丹麥語：Joachim Sutton，1995年5月15日—），丹麦男子赛艇运动员，他曾搭档弗雷德里克·维斯塔维尔参加2020年夏季奥林匹克运动会，获得男子双人单桨无舵手铜牌。